# Porta NOR
O NOR é um operador booleano lógico que é resultado da negação do operador OR. Então, p NOR q é verdadeiro se, e somente se, ambos forem falsos. Este conectivo também é conhecido como o conectivo da negação conjunta.
O operador NOR também é conhecido como Flecha de Peirce (expresso pelo símbolo {\displaystyle \downarrow }), chamado assim devido ao fato que Charles Peirce demonstrou que qualquer conectivo lógico poderia ser expressado através do NOR. Assim como o NAND, o NOR também é funcionalmente completo, ou seja, é capaz de definir todos os demais operadores lógicos.
O sistema binário de numeração é utilizado para representar as relações lógicas que só aceitam 2 condições para resposta: verdadeiro (1 em binário) e falso (0 em binário). Essas relações lógicas são descritas por meio da Álgebra booleana - que se utiliza de símbolos e operadores para formar as expressões lógicas.
Qualquer circuito contendo portas lógicas pode ser descrito por meio da Álgebra booleana. A Álgebra booleana tem três operações básicas: OR, AND e NOT.

## Definição
A porta NOR, como o nome já indica, é composta pela junção da porta OR e um inversor NOT. Sua representação já indica essa junção:
A expressão lógica da porta NOR:
Para entender a porta NOR é necessário lembrar que, quando quaisquer das entradas da porta OR for 1, a saída será 1 e, na porta NOT, a saída será sempre o inverso da entrada (0 torna-se 1 e 1 torna-se 0).

## Análise Porta NOR
Como visto acima, a saída da porta OR com um inversor equivale a porta NOR; logo, o resultado da porta NOR será sempre o resultado invertido da porta OR (o valor 0 torna-se 1 e 1 torna-se 0).
Então, pode-se concluir que a condição para a porta OR tenha saída 1 é que quaisquer uma das entradas tenha valor 1. Com a porta NOR, será o contrário: para que se tenha saída 1, nenhuma das entradas deve ter valor 1.

## Capacidade Expressiva
Uma característica interessante do operador NOR é que ele pode expressar outros operadores lógicos:
| "NOT p" é equivalente a "p NOR p"                                       | {\displaystyle {\overline {p}}\equiv p\downarrow p}                                                        |
| "p AND q" é equivalente a "(p NOR p) NOR (q NOR q)"                     | {\displaystyle p\cdot q\equiv (p\downarrow p)\downarrow (q\downarrow q)}                                   |
| "p OR q" é equivalente a "(p NOR q) NOR (p NOR q)"                      | {\displaystyle p+q\equiv (p\downarrow q)\downarrow (p\downarrow q)}                                        |
| "p implica q" é equivalente a "((p NOR p) NOR q) NOR ((p NOR p) NOR q)" | {\displaystyle p\rightarrow q\equiv ((p\downarrow p)\downarrow q)\downarrow ((p\downarrow p)\downarrow q)} |

## Descrição do hardware
As portas NOR são portas lógicas básicas que são reconhecidas na TTL e circuitos integrados CMOS.

## Curiosidades
O computador da primeira nave que levou o homem até a Lua, foi construído usando apenas portas lógicas NOR de 3 entradas.
|  | 1. Entrada A1 2. Entrada B1 3. Saída Q1 4. Saída Q2 5. Entrada B2 6. Entrada A2 7. VSS 8. Entrada A3 9. Entrada B3 10. Saída Q3 11. Saída Q4 12. Entrada B4 13. Entrada A4 14. VDD |